# Ludwik Evert
Ludwik Józef Evert (ur. 23 września 1863 w Kielcach, zm. 20 marca 1945 w Grodzisku Mazowieckim) – przemysłowiec, handlowiec, działacz społeczny, senator, jeden z założycieli księgarni i wydawnictwa Trzaska, Evert i Michalski.

## Życiorys
Kształcił się w Wyższej Szkole Handlowej Leopolda Kronenberga w Warszawie. Następnie pracował w Niemczech, a po wysiedleniu w 1885 przebywał we Francji i w Polsce. W 1896 zamieszkał w Rosji, gdzie był przedstawicielem łódzkiego przemysłu włókienniczego. W latach 1900–1918 był wiceprezesem oraz prezesem kolonii polskiej w Moskwie. Pełnił również funkcję wiceprezesa Towarzystwa Dobroczynnego. Od 1914 kierował Komitetem Pomocy Ofiarom Wojny oraz był prezesem Zrzeszenia Niepodległościowego. W 1918 wrócił do Polski. W 1919 wraz z Władysławem Trzaską i Janem Michalskim założył firmę Księgarnia i Dom Wydawniczy Trzaska, Evert i Michalski. Księgarnia, umieszczona w gmachu Hotelu Europejskiego przy ulicy Krakowskie Przedmieście 13, rozpoczęła ożywioną działalnością wydawniczą w 1922. W 1922 Ludwik Evert został prezesem spółki. W 1937 wycofał się z udziału w księgarni i wydawnictwie, pozostawiając jednak w firmie swoje nazwisko. W czasie II wojny światowej firmę Trzaska, Evert, Michalski zlikwidowali Niemcy. W 1945 wznowił jej działalność W. Trzaska.
Od 1923 do śmierci pełnił funkcję prezesa kolegium kościelnego Parafii Ewangelicko-Augsburskiej Świętej Trójcy w Warszawie. Pod koniec lat 30. był zastępcą prezesa zarządu Towarzystwa Wyższej Szkole Dziennikarskiej w Warszawie.
Od 1928 był senatorem RP z listy Bezpartyjnego Bloku Współpracy z Rządem (BBWR), a przez IV kadencję był senatorem mianowanym przez prezydenta RP. Należał też do Partii Pracy. W okresie międzywojennym był także członkiem Rady Miejskiej Warszawy, Komitetu Opieki Społecznej, Komitetu Pomocy dla Bezrobotnych oraz Zgromadzenia Kupców miasta Warszawy. W 1939 powołany do Komitetu Obywatelskiego przy dowódcy Armii „Warszawa”. Był jednym z 12 zakładników wskazanych Niemcom zgodnie z aktem kapitulacji miasta z 28 września „celem zabezpieczenia przed aktami sabotażu”.
Zmarł 20 marca 1945 w Grodzisku Mazowieckim, gdzie został pochowany. W 1971 zwłoki przeniesiono na cmentarz ewangelicko-augsburski w Warszawie (aleja 24, grób 26).
Jego córką była Halina Evert-Kappesowa (historyk, bizantynolog), a synem Władysław Ludwik Evert (pisarz, poeta, dziennikarz).

## Ordery i odznaczenia
- Krzyż Komandorski Orderu Odrodzenia Polski (30 kwietnia 1927)[6][7]
- Krzyż Niepodległości (23 grudnia 1933)[8]
- Złoty Krzyż Zasługi (1929)[7]
- Order Trzech Gwiazd (Łotwa)[7]
- Order Krzyża Orła II klasy (Estonia, 1933)[9]

## Wybrane publikacje
- W sprawie rewizji gospodarki teatrów miejskich : trzy listy z powodu wyboru rzeczoznawcy dla rewizji gospodarki teatrów miejskich w Warszawie w 1929 r., Warszawa 1929.